# Міло Анстадт

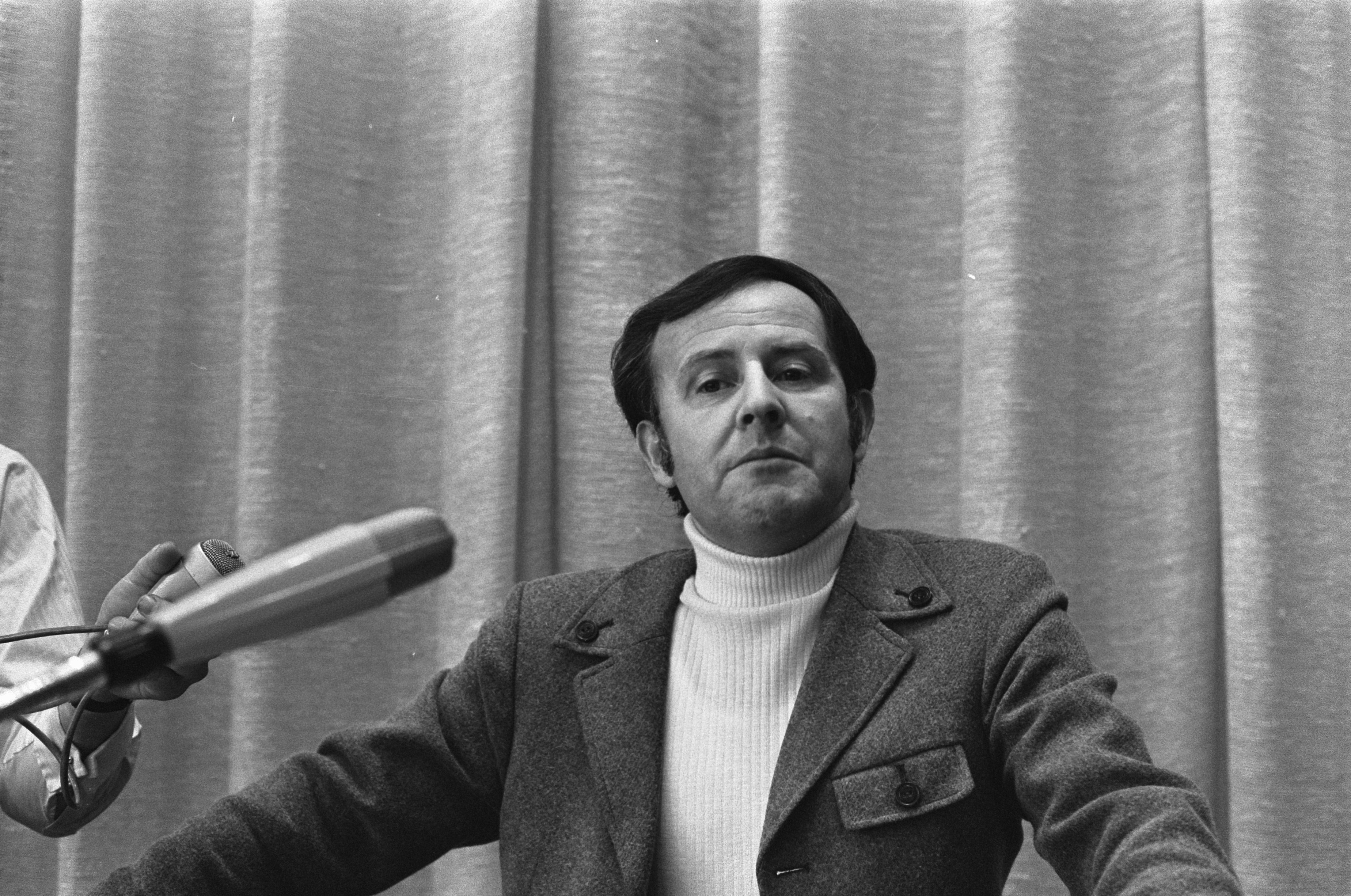
Міло Анстадт на конгресі «Що надихає молодь у Хілверсумі». Амстердам, січень 1970 року.

Мі́ло А́нстадт, уроджений Самуе́ль Ма́рек А́нстадт (нід. Milo Anstadt / Samuel Marek Anstadt; *10 липня 1920, Львів — †16 липня 2011, Амстердам) — нідерландський письменник, публіцист і громадський діяч.

## Біографічні дані
Міло Анстадт народився в асимільованій єврейській сім'ї Кароля Анстадта (1891—1943) і Регіни Анстадт, уродженої Веґсманн (1895—1943), які згодом стали жертвами Голокосту. У своїй книжці «Поляки і євреї» він зазначив, що його мати, маючи погляди, близькі до пропольських, прищепила йому подвійний менталітет, який не збігався ні з поглядами більшості поляків на євреїв, ні з поглядами більшості євреїв на поляків. 1930 року Міло разом з батьками та сестрою Серою (1923—2008) емігрував до Нідерландів, де закінчив початкову школу.
Відмовившись від дальшої освіти, чотирнадцятилітній Міло почав працювати на заводі трансформаторів «Бесра» в Амстердамі. Він регулярно відвідував ANSKI, культурний клуб, у якому збиралися переважно єврейські іммігранти зі Східної Європи. Тут Міло міг відвідувати лекції, зокрема на політичні теми, й розвиватися.
У 1941 році він одружився з Лідією Блейберг (1920—2020). У березні 1942 року в них народилася донька Ірка, а після неї — ще дві дочки: в 1948-му і в 1953-му. 1955 року цей шлюб закінчився розлученням.
Під час Другої світової війни, з 9 липня 1942 року, Анстадту та його дружині довелося переховуватися. Їхню доньку Ірку взяла на виховання родина в Бевервейку. Анстадт працював у «Вільних амстердамських групах» (Vrije Groepen Amsterdam) — організації, що координували діяльність Руху опору на міському рівні. В останні роки війни він дружив з Йоопом ден Ойлом, завдяки якому став редактором газети Vrij Nederland («Вільні Нідерланди»), у якій обіймав цю посаду з 1945 по 1950 рік. У 1951—1955 роках працював спершу журналістом, а згодом і головним редактором Радіослужби новин ANP. За ці роки він написав дванадцять радіоп'єс.
Міло Анстадт набув нідерландське громадянство у 1953 році.
У 1955—1971 роках він працював режисером і продюсером документальних програм у радіо- та телевізійній компанії VARA. Став автором документальних фільмів про Східну Європу «Телевізійний суд», «Дзеркало мистецтв» і відомого серіалу «Окупація» у співпраці з істориком та журналістом Лу де Йонгом. Робота над цим серіалом тривала з 1960 по 1965 рік.
У 1971—1983 роках Анстадт обіймав посаду секретаря правління телеканалу VARA.
1960 року видавництво Het Wereldvlucht замовило у Міло Анстадта написати книжку про Польщу. Ця книжка вийшла у 1962-му під назвою «Польща, країна, народ, культура».
1977 року він закінчив юридичний факультет Амстердамського університету, спеціалізувавшись на кримінології.
Як працівник газети NRC Handelsblad, Анстадт написав багато гострих публіцистичних статей.
У 1959 році він одружився з Флорі тен Камп. У цьому шлюбі, який тривав до 1970 року, народилася дочка. З 1975 року й до самої смерті Анстадт був одружений з Ельс ван дер Хольст, яка до 2005 року працювала продюсером на телеканалі VARA.
Міло Анстадт помер 16 липня 2011 року. Був похований на цвинтарі Зоргвлід.

## Літературні твори

### Не художні
- Polen, land, volk, cultuur, 1962
- hongarije tsjecho-slowakije polen nu, 1968
- joegoslavië roemenië tsjechoslowakije nu, 1969
- Op zoek naar een mentaliteit, 1973
- Met de rede der wanhoop, 1977
- Kind in Polen, 1982
- Polen en Joden, 1989
- Scheuren in de heksenketel: een historische schets van Joegoslavië en de Balkan, 1993
- Jonge jaren, 1995
- De verdachte oorboog, 1996
- Servië en het westen, 1999
- Kruis of munt: autobiografie 1920—1945, 2000
- Is Nederland veranderd?: essays, 2003
- Een Ander Joods Geluid, 2003

### Художні
- De opdracht, 1985
- Niets gaat voorbij, 1992
- De wankele rechtsgang van Albert Kranenburg, 1998
- Alles wat het geval is, 2001

## Нагороди і відзнаки
- 1960 — Премія Фонду культури принца Бернгарда
- 1967 — Премія Нідерладської королівської туристичної спілки за телесеріал «Окупація»
- 1994 — Орден Оранських-Нассау (лицар)
- 2000 — Премія Анджея Дравича (за розвиток відносин між Польщею та іншими народами)[8]
- 2004 — Бронзовий Хрест Заслуги (за сприяння стосункам між поляками та євреями)
- 2011 — Командорський хрест Ордена Відродження Польщі (за заслуги в популяризації польської культури та історії в Нідерландах)[9]